# Miroir, miroir, dis-moi
Miroir, miroir dis-moi (Mirror, Mirror on the Wall) est un roman policier américain écrit par Stanley Ellin publié en 1972.

## Résumé
Quand l'homme d'affaires divorcé Peter Hibben rentre dans son appartement fermé à double tour de Greenwich Village, il découvre, stupéfait, un cadavre en négligé noir flanqué d'une arme à feu sur le plancher de la salle de bains. Seuls Nick, son fils adolescent, et Ofelia, la femme de ménage, avaient les clés des lieux. Puisque leurs responsabilités semblent d'emblée écartées, comment tout cela a-t-il pu arriver?  
Son avocat Irwin et le Dr Ernst interrogent Peter pour qu'il essaie de se rappeler ses moindres déplacements au cours des dernières vingt-quatre heures. De fil en aiguille ressurgissent son mariage raté, des call-girls de Londres et de Copenhague, bref, tous les fantômes du passé sexuel de l'homme d'affaires new-yorkais.

## Critique
François Guérif dans le Dictionnaire des littératures policières estime que ce roman est « un des vrais chefs-d'œuvre du genre, ce thriller psychologique s'aventure avec intelligence dans le domaine de la « psychopathia sexualis » alors à peine explorée et se termine par un coup de théâtre aussi crédible que bouleversant. Stanley Ellin, ou l'art suprême de la chute ».

## Éditions françaises
- Denoël, coll. « Sueurs froides » (1974)
- LGF, coll. « Le Livre de poche » no 6489 (1988)  (ISBN 2-253-04653-1)

## Prix et récompenses
- Grand prix de littérature policière 1974

## Source
- Claude Mesplède, Dictionnaire des littératures policières, vol. 2 : J - Z, Nantes, Joseph K, coll. « Temps noir », 2007, 1086 p. (ISBN 978-2-910-68645-1, OCLC 315873361) (notice Miroir, miroir dis-moi).